# Hosmer
Hosmer és una població dels Estats Units a l'estat de Dakota del Sud. Segons el cens del 2000 tenia 287 habitants.

## Demografia
Segons el cens del 2000, Hosmer tenia 287 habitants, 115 habitatges, i 67 famílies. La densitat de població era de 110,8 habitants per km².
Dels 115 habitatges en un 23,5% hi vivien nens de menys de 18 anys, en un 48,7% hi vivien parelles casades, en un 8,7% dones solteres, i en un 41,7% no eren unitats familiars. En el 37,4% dels habitatges hi vivien persones soles el 24,3% de les quals corresponia a persones de 65 anys o més que vivien soles. El nombre mitjà de persones vivint en cada habitatge era de 2,2 i el nombre mitjà de persones que vivien en cada família era de 2,96.
Per edats la població es repartia de la següent manera: un 22% tenia menys de 18 anys, un 3,5% entre 18 i 24, un 17,8% entre 25 i 44, un 19,5% de 45 a 60 i un 37,3% 65 anys o més.
L'edat mediana era de 50 anys. Per cada 100 dones de 18 o més anys hi havia 75 homes.
La renda mediana per habitatge era de 26.667 $ i la renda mediana per família de 37.813 $. Els homes tenien una renda mediana de 23.438 $ mentre que les dones 15.781 $. La renda per capita de la població era de 13.952 $. Cap de les famílies i el 8,3% de la població estaven per davall del llindar de pobresa.

## Poblacions més properes
El següent diagrama mostra les poblacions més properes.